# قصر أورانجري
القصر البرتقالي ( (بالألمانية: Orangerieschloss)‏ ) هو قصر يقع في حديقة سانسوسي في بوتسدام ، ألمانيا . تم بناؤه بناءً على طلب الملك فريدريك فيلهلم الرابع ( فريدريك ويليام الرابع ملك بروسيا ) من 1851 إلى 1864.
يقع القضر البرتقالي لفريدريش فيلهلم في مدينته بوتسدام على سلسلة جبال بورنستيدتر، على الحافة الشمالية لمتنزه سانسوسي . وبني بناءً على رسومات المهندسان المعماريان فريدريش أوجست ستولر ولودفيج فرديناند هيس على طراز عصر النهضة الإيطالية.
يضم القصر غرفة للرسم بها نسخ من أعمال رسام عصر النهضة رافائيل ، وجناحات للضيوف ومنذ عام 1990 وضع القصر كموقع للتراث العالمي تحت حماية اليونسكو .

## الخلفية التاريخية

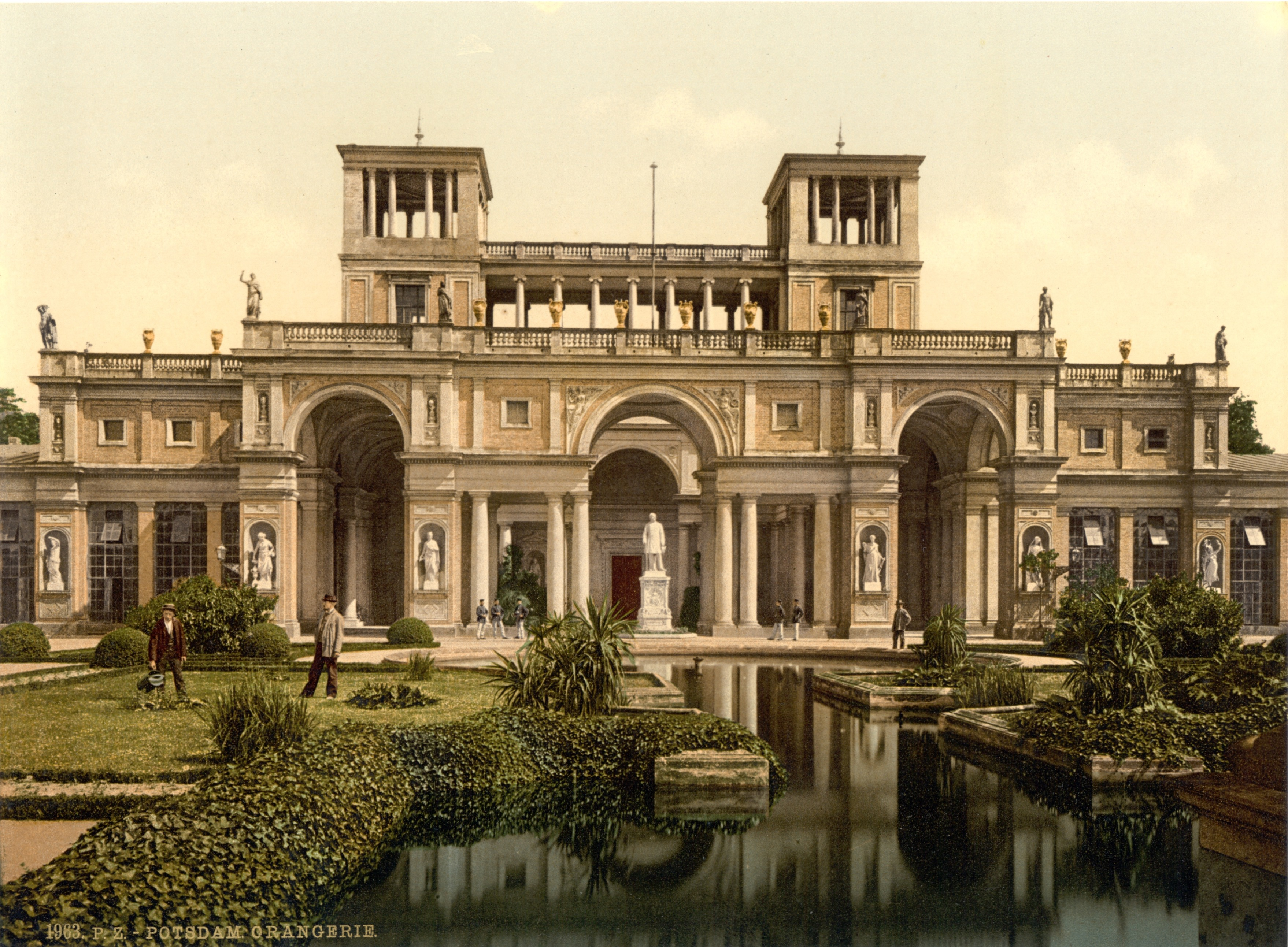
قصر أورانجيري حوالي عام 1900

بدأت فكرة بناء القصر من خلال بناء معبر للنصر. فيكون الممر من عند قوس النصر، شرق حديقة سانسوسي، وينتهي عند مطلة بلفيدير في كلاوسبرغ .
قرر فريدريك العظيم بناء معرض للصور لتزين طريقه الذي يبلغ طوله كيلومترين .
بسبب الاضطرابات السياسية في فترة ( ثورة مارس ) ونقص التمويل، لم ييبني المشروع العملاق.

## القصر
بدأ بناء القصر بعد أن وضع الرسومات الأولية المهندسين المعماريين المهندسان المعماريان فريدريش أوجست ستولر ولودفيج فرديناند هيس

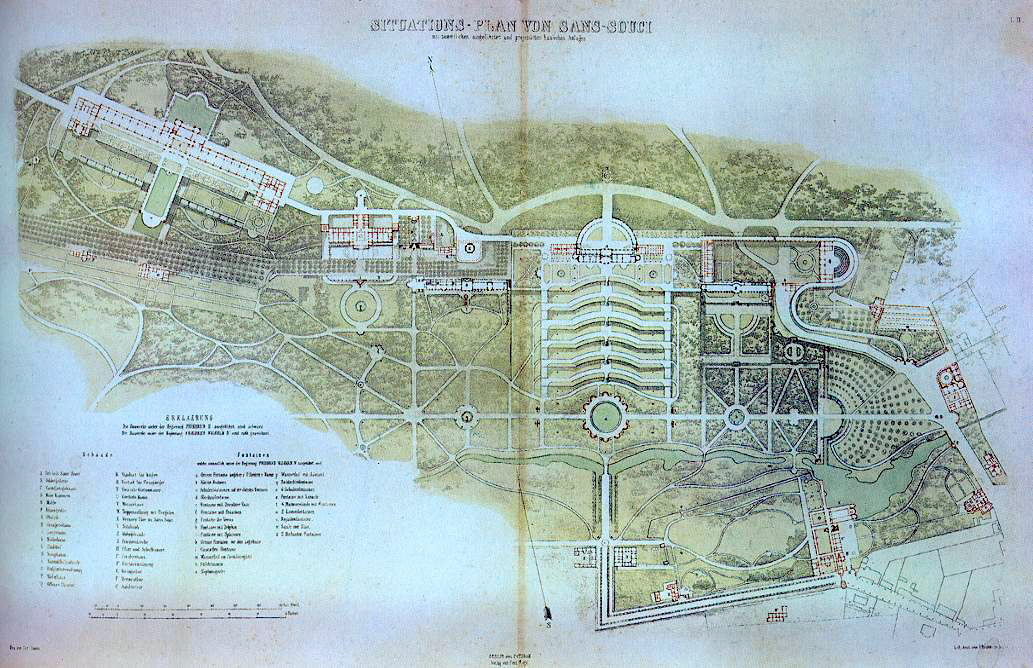
الرسم قبل عام 1854 ، لكارل هيس. والرسم للطريق السريع المخطط له.

تم بناء مبنى الصور والرسم، والذي يبلغ طول واجهته 300 متر، على طراز عصر النهضة الإيطالي ، كنسخة من فيلا ميديتشي في روما وأوفيزي في فلورنسا .
وأما المبنى الأوسط ببرجه التوأم فهو القصر الفعلي. يرتبط هذا المبنى بقاعة النباتات التي يبلغ طولها 103 أمتار وعرضها 16 مترًا، مع نوافذ تمتد من السقف إلى الأرض تقريبًا على الجانب الجنوبي.و توجد أشكال استعارية للأشهر والفصول. في كل زاوية من القصر وفي نهاية القصر البرتقالي تقع الغرف الملكية ومساكن الخدم.
ووضع تمثال للملك أمام بهو معمد إليزابيث، زوجة فريدريك وليام الرابع، وتم بعد وفاته في عام 1861.

## القصر من الداخل
في خلفية رواق المدخل وسط المبني، تقع قاعة رافائيل المكونة من طابقين. وهي مماثلة لقاعة ريجيا في الفاتيكان .
زين سقف القاعة واللذي علي شكل قبة سماوية ليظهر علي شكل سماء ملبدة بالغيوم، ويسقط الضوء من خلال نوافذ القاعة على الجدران المغطاة بالحرير الأحمر، وعلقت أكثر من خمسين نسخة من لوحات عصر النهضة ولوحات جدارية. ورثها فريدريك ويليام الرابع عن والده الملك فريدريك ويليام الثالث ملك بروسيا .
أما قاعات الغرف الملكية والمتصلة بكلا جانبي قاعة رافائيل فبنيت على طراز الروكوكو ( كلمة معناها الصدفة ظهر هذا الطراز من الفن في القرن الثامن عشر ويعد امتدادا للباروك) .
وكانت مخصصة لتكون غرف ضيوف للقيصر نيكولاس الأول وزوجته ألكسندرا فيودوروفنا . وهي الأخت المفضلة لفريدريك ويليام الرابع، وإسمها شارلوت، قبل أن تغير إسمها بزواجها من قصر روسيا.
كان القصر يضم أيضًا مباني أرشيف ولاية براندنبورغ الرئيسي في جناحه الشرقي بين عامي 1949 و 2010 .

## حدائق القصر

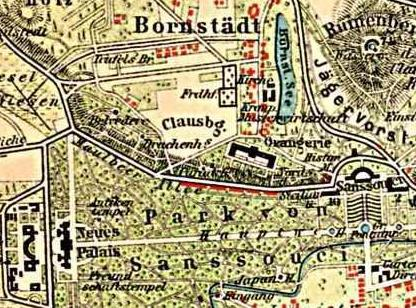
كلاوسبرغ حوالي عام 1900

تم تصميم الحدائق على غرار عصر النهضة الإيطالية من قبل مهندس الحدائق، بيتر جوزيف لين .
في الغرب، من القصر تقع حديقة الفردوس وتحتوي على العديد من الزهور ونباتات أوراق الشجر الغريبة. ثم تم بناء الأتريوم ، وهو مبنى صغير في وسط المجمع، تم تصميمه على الطراز القديم، بناءً على مخططات لودفيج بيرسيوس في عام 1845. تستخدم جامعة بوتسدام الحديقة النباتية الحالية، بزراعتها المنظمة بشكل منهجي، كحديقة تعليمية .
في الشرق تقع الحدائق الإسكندنافية . وصممت بواسطة مصمم الحدائق لينية بين عامي 1857 و 1860.
وأما الحدائق الشمالية فمظللة بأشجار الصنوبر، لتحوط شارع النصر .وأما جنوبا فتقع حديقة صقلية، وتحوي أحواض النخيل، والآس ، والغار ، والزهور، والأروقة النجمية، والنافورات.

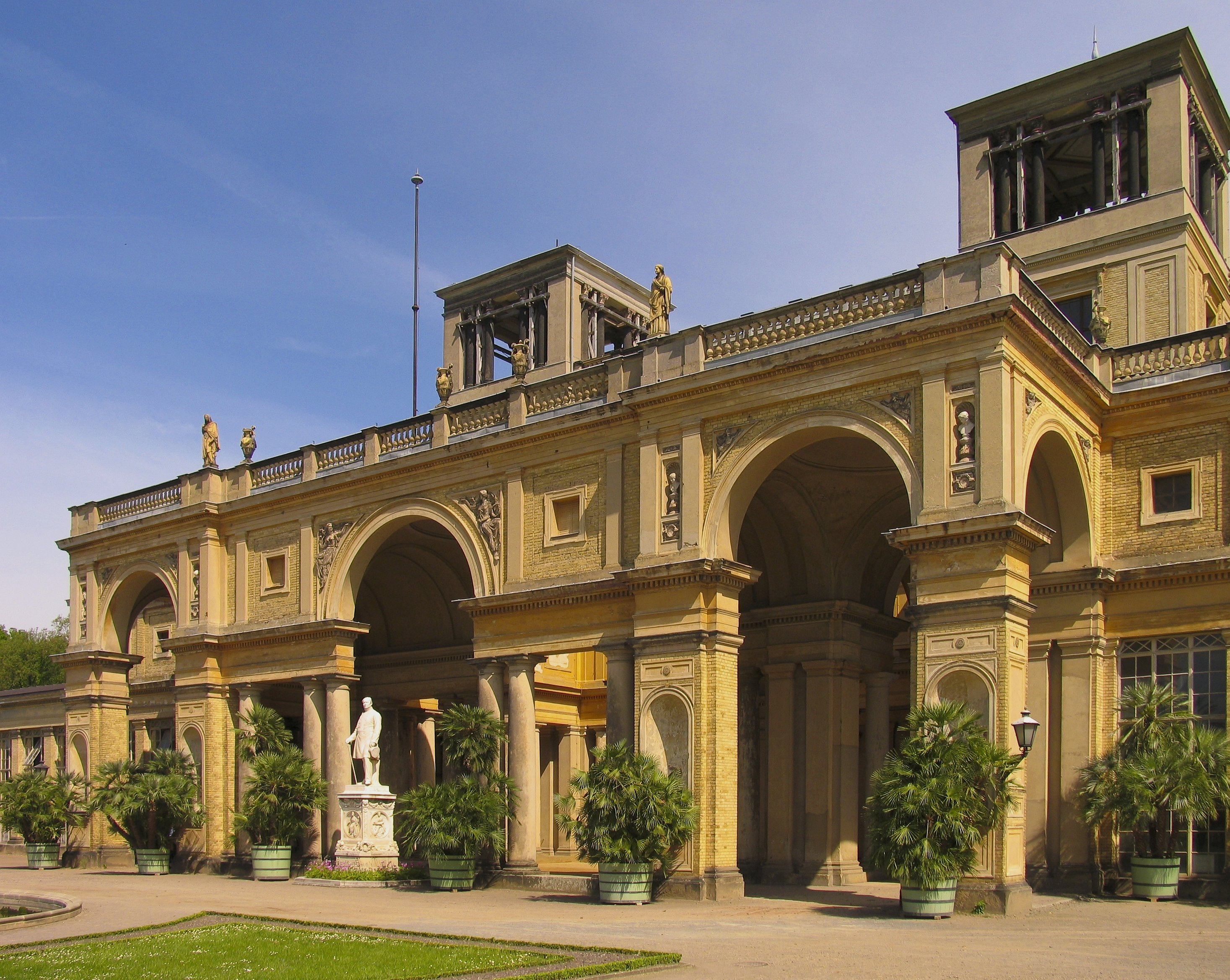
مدخل القصر البرتقالي الأمامي
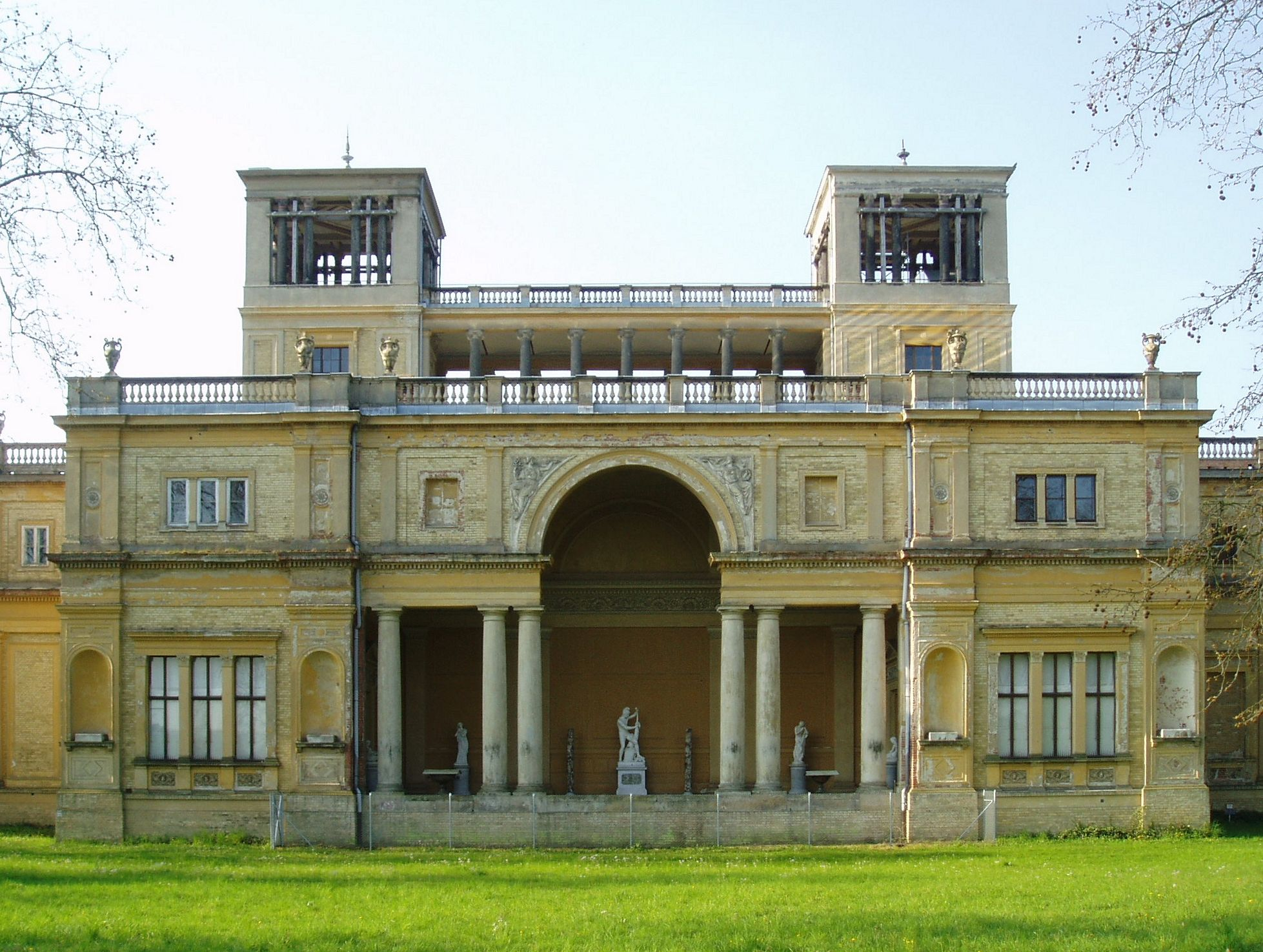
صورة أمامية للقصر
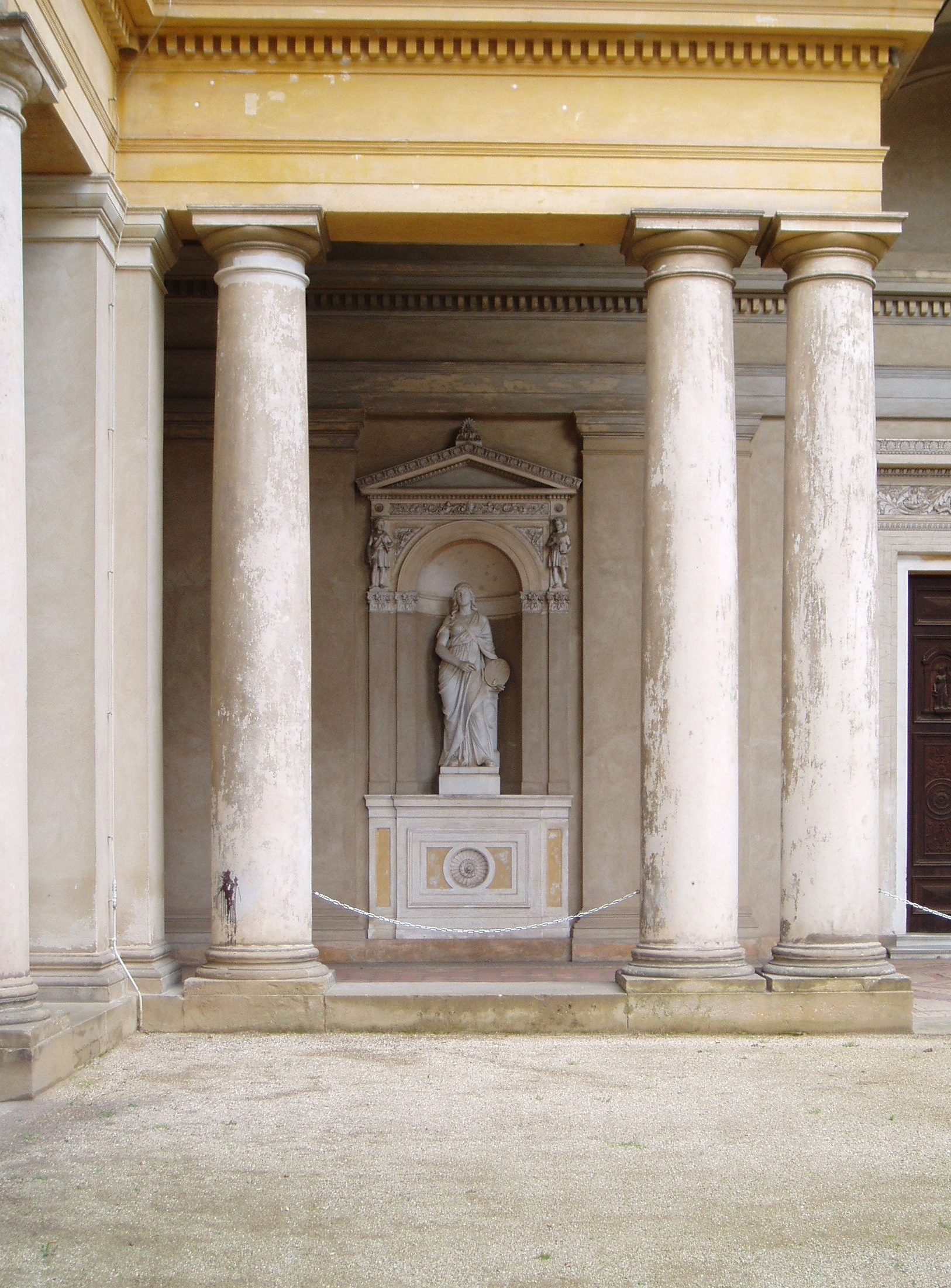
تمثال لأخت الملك
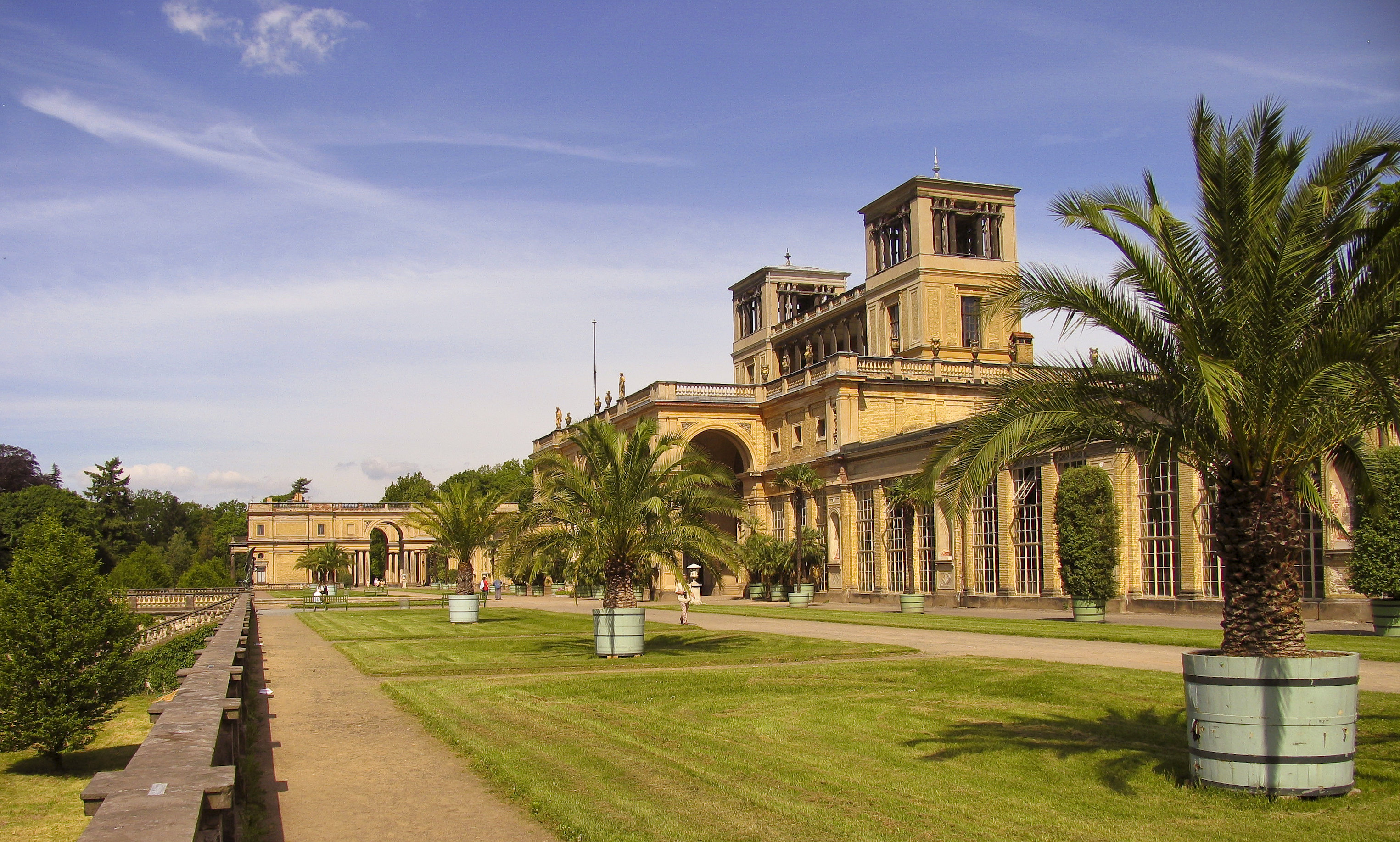
الرواق الأمامي للقصر
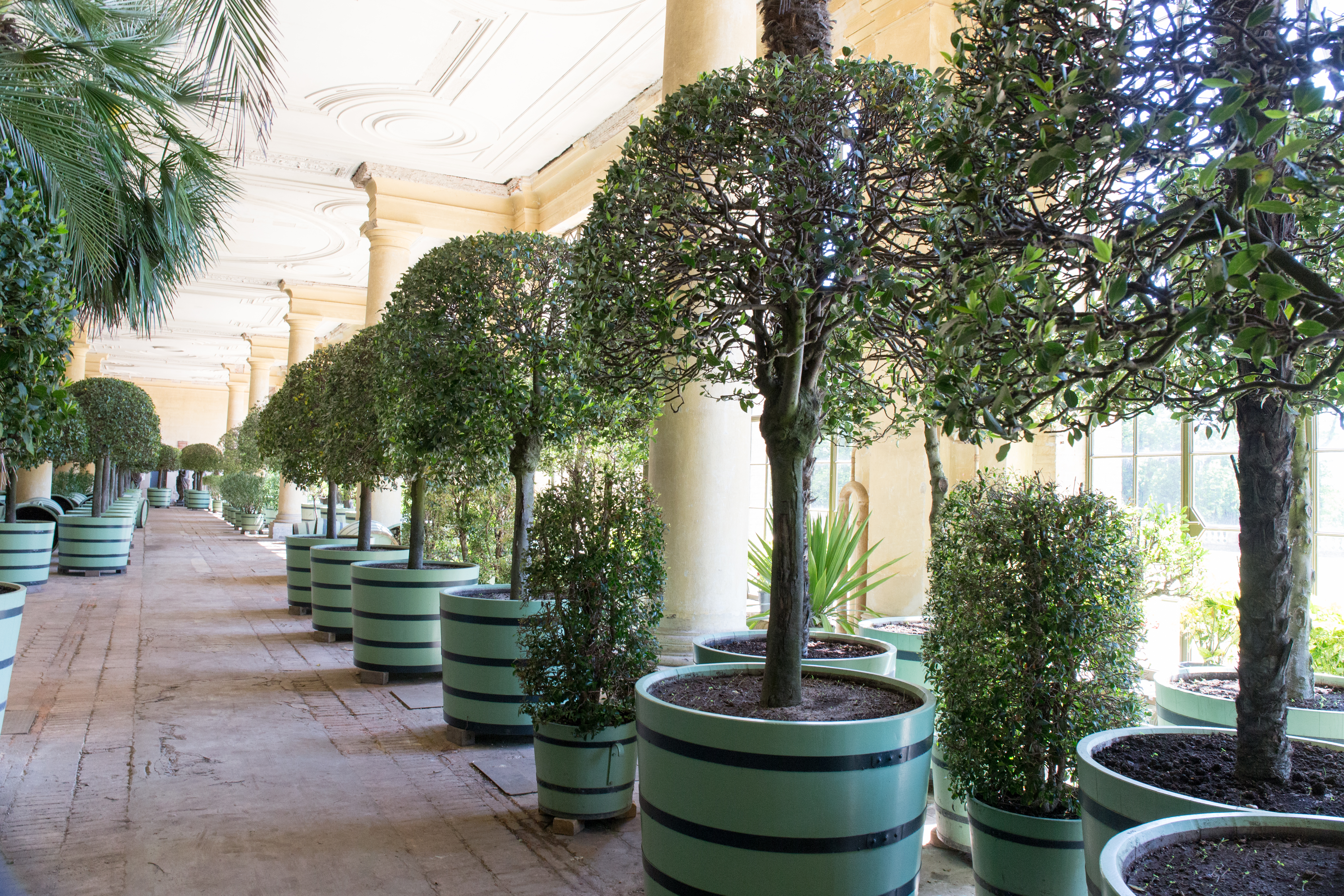
الحديقة الشرقية التعليمية
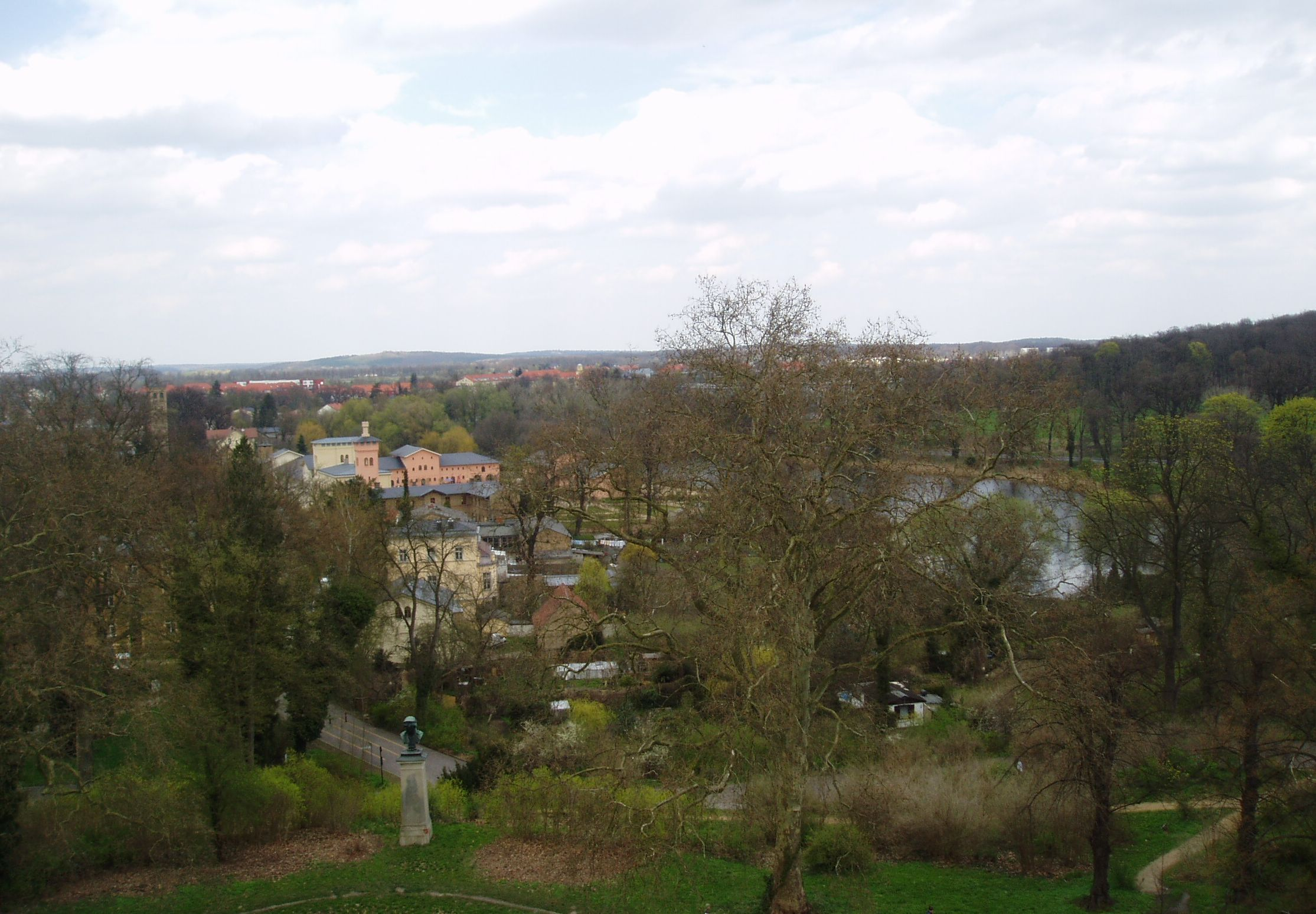
الحدائق الإسكندنافية
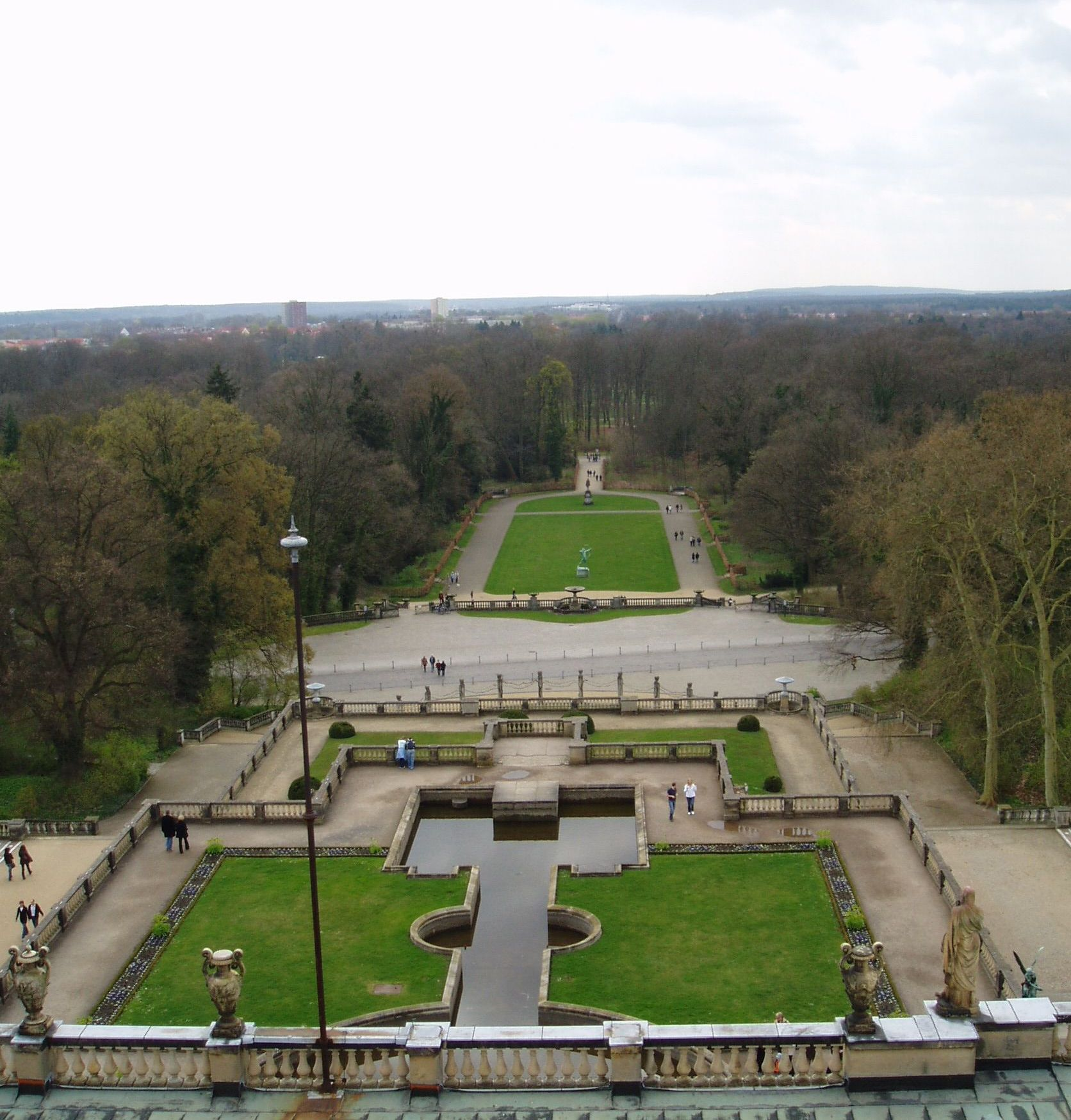
الحدائق الأماميةالصقلية
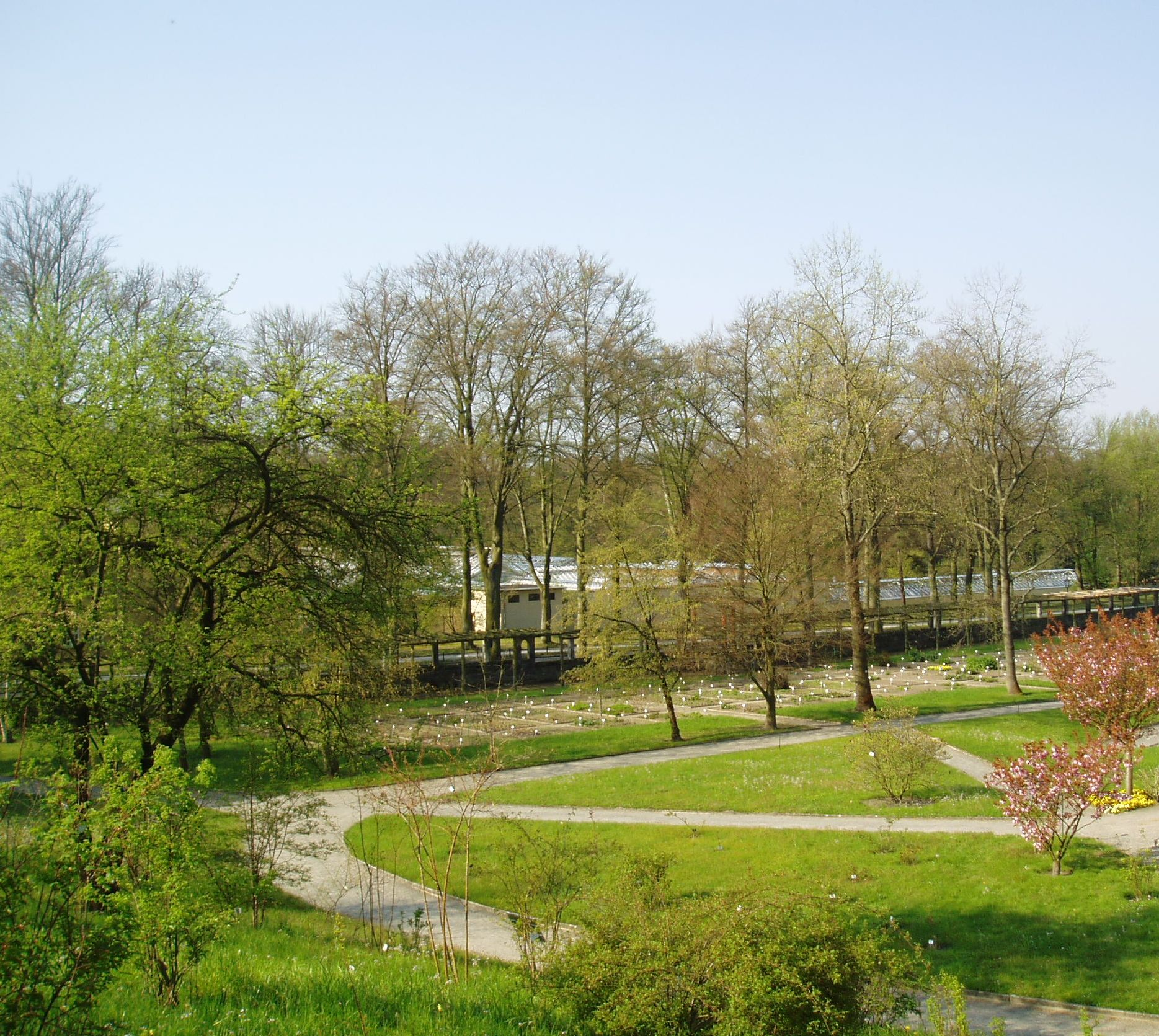
من حدائق القصر
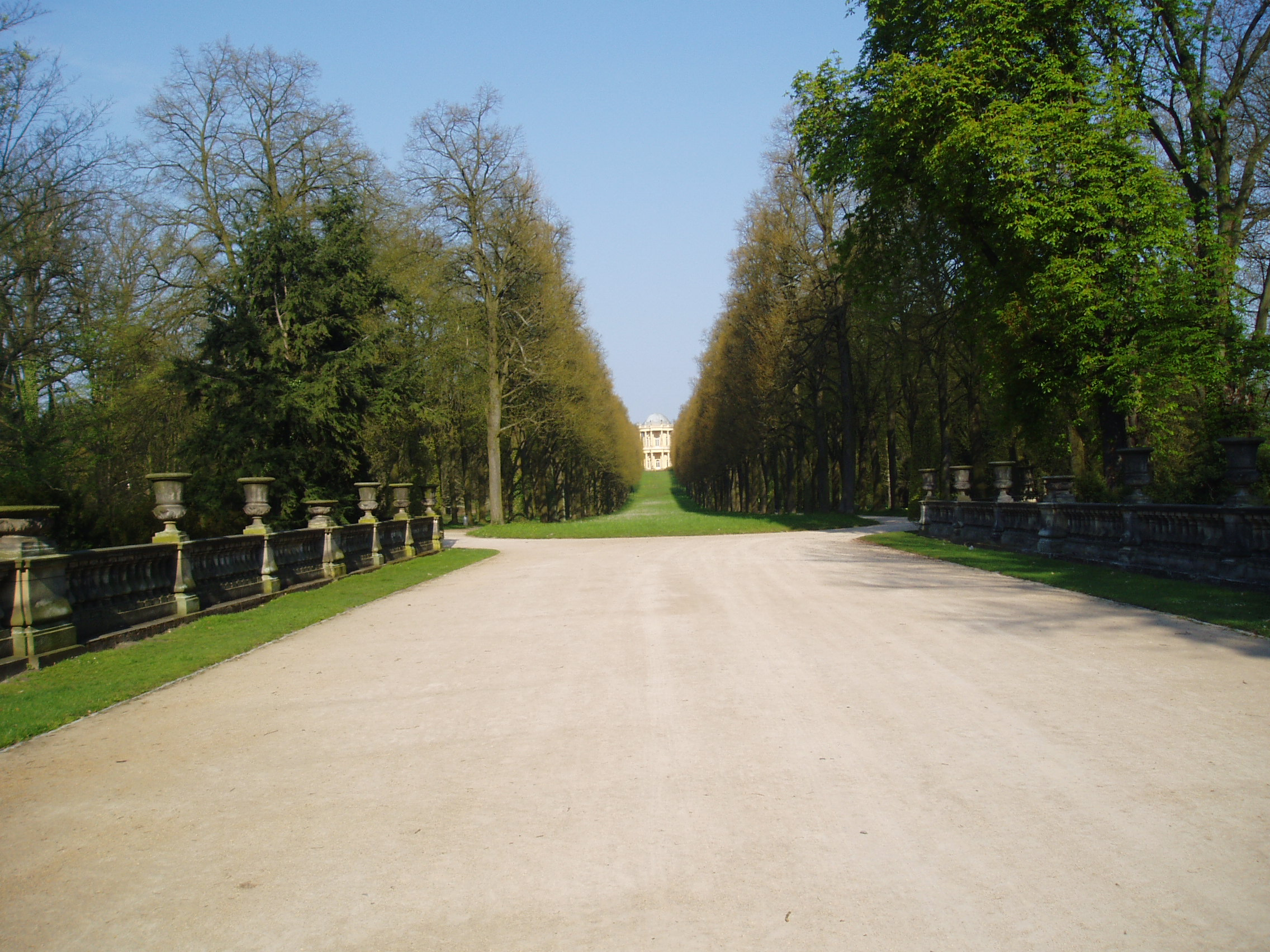
ممرات حدائق القصر
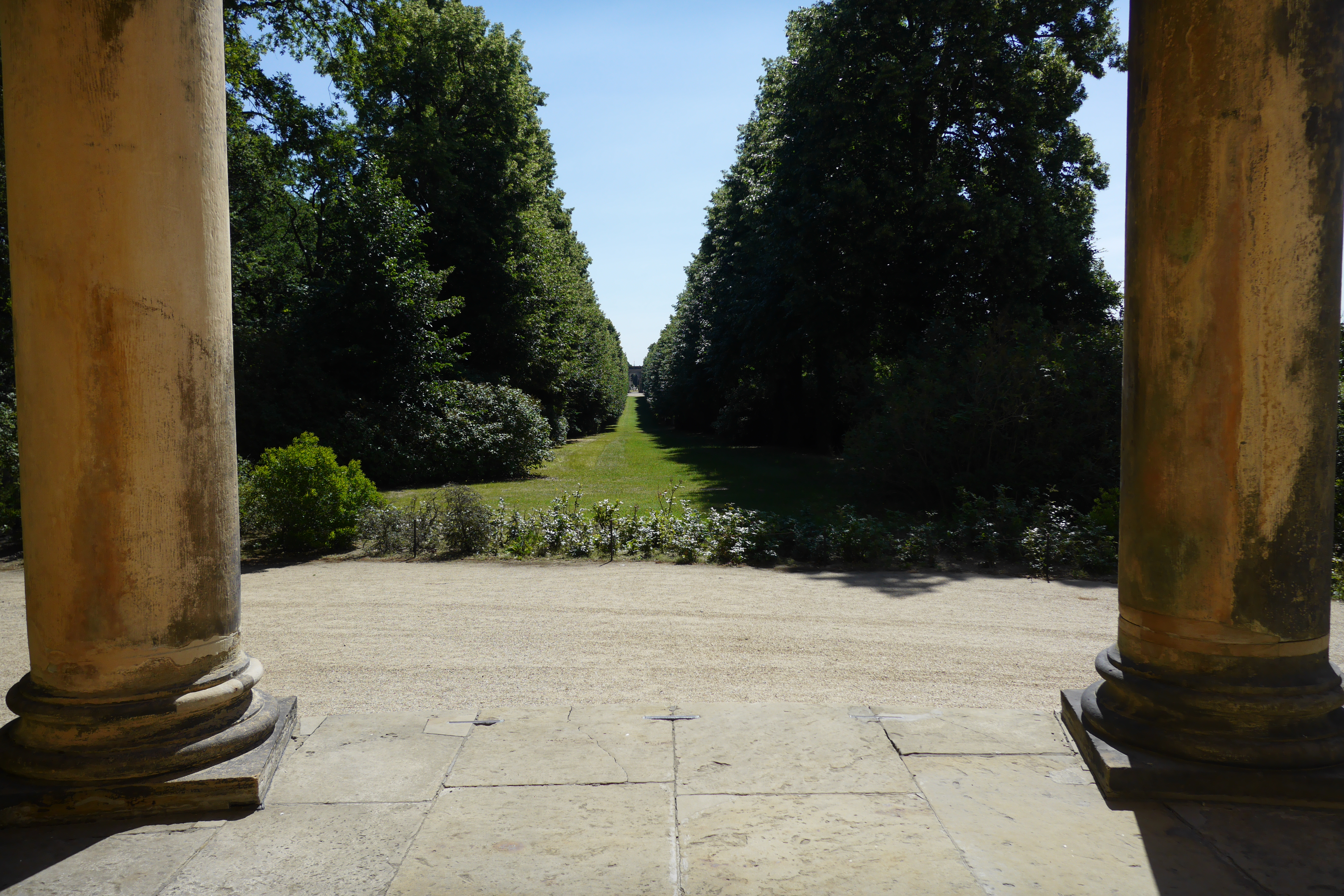
ممرات البلوط
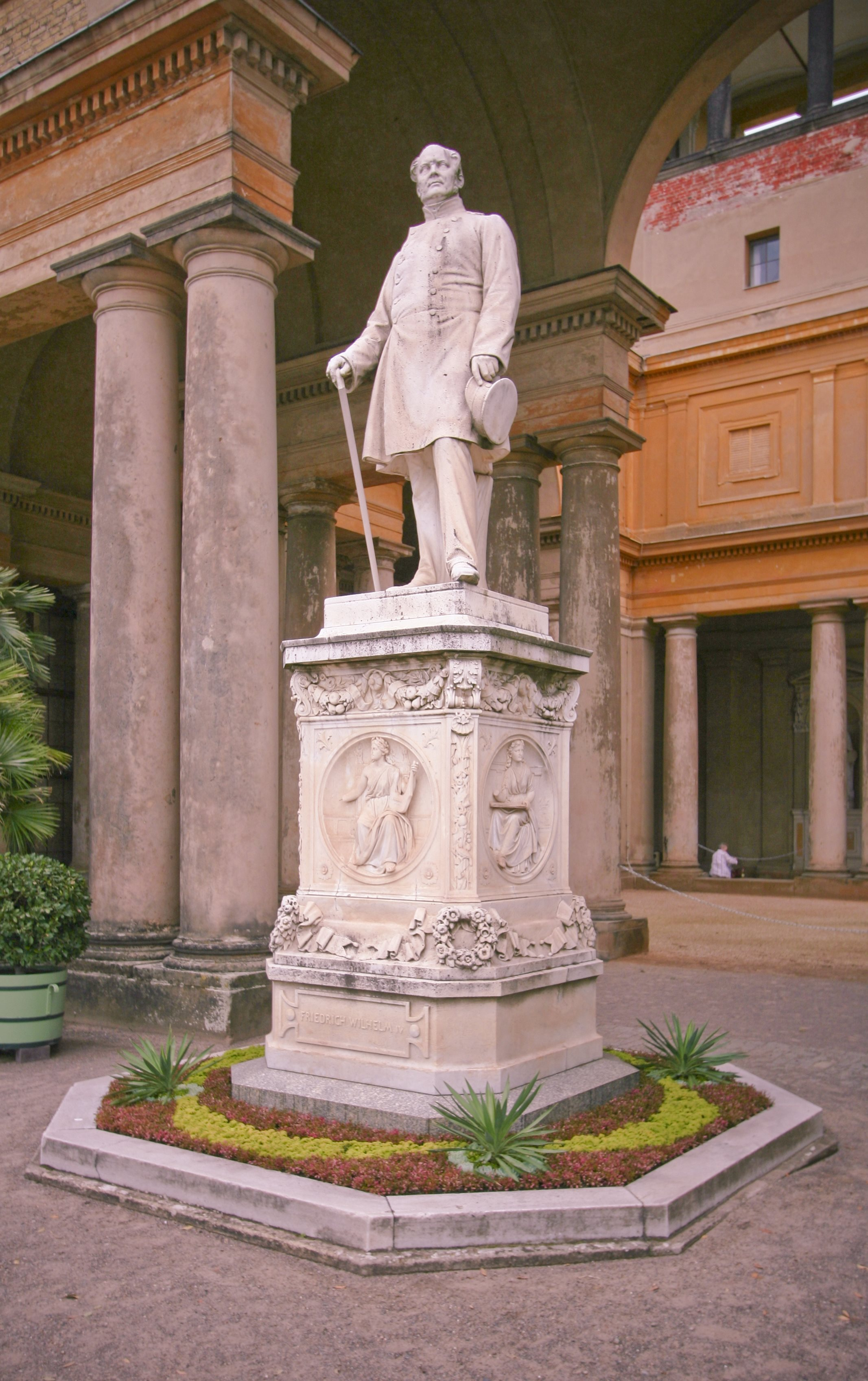
تمثال الملك وليام الرابع بالقصر

## مواقع التراث العالمي
في عام 1990 ، أصبح القصر البرتقالي جزءًا من موقع التراث العالمي لليونسكو تحت اسم «قصور ومتنزهات بوتسدام وبرلين».

## روابط خارجية
- الموقع الرسمي
 للقصر البرتقالي .
- بوتسدام من أعلى - القصر البرتقالي .